# Mokhtar Sidi Ould Sidi Mohammed
Mokhtar Sidi Ould Sidi Mohammed fou emir de Brakna, successor del seu cosí Ahmeddou I Ould Sidi Eli
A la mort de l'emir Ahmeddou I diverses fraccions de la tribu (especialment els Oulad Normach, els Oulad Mançour i altres) van elegir al cosí d'Ahmeddou, Mokhtar Sidi Ould Sidi Mohammed; però el grup principal dels Oulad Siyed sota el lideratge de Ndiak Mokhtar, visir d'Ahmeddou I, i per Bou Bakar Ould Khodiéh, van aclamar emir a Mohammed Rajel Ould Mokhtar Ould Sidi Mohammed, és a dir també cosí d'Ahmeddou i nebot del primer pretendent. La lluita va començar i cada part va buscar aliances; Mokhtar Sidi va comptar amb els seus oncles Al-Hiba i Bakar, que van anar a buscar ajut de Mamadou Biram, almamy del Futa Toro, però els rivals no van esperar i van atacar a Mokhtar Sidi i van dispersar les seves forces i després van marxar contra Bakar i Al-Hiba, que venien amb un contingent tuculor, als que també van rebutjar matant a Bakar (i fent fugir a Al-Hiba).
Però al cap de dos anys es va arribar a un acord quan els francesos van fer presoner a Mokhtar Sidi amb l'excusa que el 27 de gener de 1843 havia fet un saqueig prop de Saint Louis. Portat a Saint Louis va reconèixer que havia donat ordres d'interceptar les caravanes de la goma perquè el seu rival era amo de l'escala. Fou deportat al Gabon, al fort d'Aumale. Els francesos van reconèixer a Mohammed Rajel com emir sense perjudici dels drets del jove Sidi Eli ould Ahmeddou I que en arribar a la majoria havia d'entrar en possessió del govern. La detenció de Mokhtar Sidi va provocar sorpresa arreu. Els caps de Toro es van reunir després d'un temps d'inacció; l'almamy Mamadu Biran Waan clamava per la guerra però no va tenir prou suport i va fer diversos intents per aixecar els pobles del Toro. Els Oulad Sihit, el clan principal que donava suport a Mohammad Rajel, favorables a la mesura a la que els senegalesos també eren favorables, va determinar l'obertura de negociacions per evitar la guerra. Uns dies després l'almamy amb alguns caps del Toro van envair territori maure però foren rebutjats pels Oulad Sihit que els van derrotar matant 113 homes i fent 19 presoners. L'almamy fou deposat pels francesos i substituït per Baabali Li, més favorable a França i els pobles més rebels van demanar gràcia. Els trarza que havien mostrat intencions pocs amistoses van canviar d'actitud.
El 13 de setembre de 1844 Mokhtar Sidi es va escapar del fort amb els dos ministres que l'acompanyaven i tres soldats negres que els vigilaven; però no va trobar suport en les poblacions locals i es va haver d'entregar. El 1845 un parent de l'emir va anar a Gàmbia a demanar l'ajut britànic per visitar a Mokhtar Sidi al Gabon. El 1848 el govern revolucionari francès en va ordenar l'alliberament, però no es va fer efectiva i probablement va morir al Gabon.